# ITF Women's Circuit gennaio-marzo 2011
L'ITF Women's Circuit 2011 è stata una serie di tornei gestita dall'organo internazionale del tennis, l'ITF. Lo scopo di questi tornei è quello di permettere, in particolare alle giovani tenniste, di migliorare la loro classifica per giocare in tornei più importanti. L'ITF Women's Circuit comprende tornei che hanno montepremi che vanno dai 10.000 ai 100.000 dollari.

## Gennaio
| Settimana  | Torneo | Vincitrice                                                | Finalista                                | Semifinaliste                         | Quarti di finale                                                              |
| ---------- | --- | --------------------------------------------------------- | ---------------------------------------- | ------------------------------------- | ----------------------------------------------------------------------------- |
| 3 gennaio  | Blossom Cup 2011 Quanzhou, Cina Cina $50 000 Singolare – Doppio                                                                           | Jing-Jing Lu 3-6, 7–6(2), 6-3                             | Stéphanie Foretz Gacon                   | Sheng-Nan Sun Chan Chin-Wei           | Tetjana Lužans'ka Chiaki Okadaue Doroteja Erić Julie Coin                     |
| 3 gennaio  | Blossom Cup 2011 Quanzhou, Cina Cina $50 000 Singolare – Doppio                                                                           | Liu Wan-Ting Sheng-Nan Sun 6-3 6-2                        | Julija Bejhel'zymer Oksana Kalašnikova   | Sheng-Nan Sun Chan Chin-Wei           | Tetjana Lužans'ka Chiaki Okadaue Doroteja Erić Julie Coin                     |
| 3 gennaio  | Open Féminin de tennis de l'Ile de Saint-Martin 2011 Saint-Martin, Guadalupa Cemento $10 000 Singolare - Doppio                           | Céline Cattaneo 6(7)–7 6-4 7–6(6)                         | Lara Michel                              | Gail Brodsky Amanda McDowell          | Irina Ramialison Laurence Combes Christine Kandler Samantha Powers            |
| 3 gennaio  | Open Féminin de tennis de l'Ile de Saint-Martin 2011 Saint-Martin, Guadalupa Cemento $10 000 Singolare - Doppio                           | Elizabeth Lumpkin Nina Munch-Søgaard 3-6 6-4 [10-3]       | Céline Cattaneo Lara Michel              | Gail Brodsky Amanda McDowell          | Irina Ramialison Laurence Combes Christine Kandler Samantha Powers            |
| 10 gennaio | AEGON Pro Series Glasgow 2011 Glasgow, Gran Bretagna Cemento $10 000 Singolare - Doppio                                                   | Jasmina Tinjić 6-2 6-2                                    | Naomi Broady                             | Anna Fitzpatrick Lisa Whybourn        | Daneika Borthwick Teodora Mirčić Ulrikke Eikeri Kim Grajdek                   |
| 10 gennaio | AEGON Pro Series Glasgow 2011 Glasgow, Gran Bretagna Cemento $10 000 Singolare - Doppio                                                   | Ulrikke Eikeri Isabella Šinikova 6-4 6-4                  | Teodora Mirčić Jasmina Tinjić            | Anna Fitzpatrick Lisa Whybourn        | Daneika Borthwick Teodora Mirčić Ulrikke Eikeri Kim Grajdek                   |
| 10 gennaio | Open de la ville de Gosier 2011 Gosier, Guadalupa Cemento $10 000 Singolare - Doppio                                                      | Gail Brodsky 6-3 2-6 6-2                                  | Sachia Vickery                           | Amanda McDowell Marion Gaud           | Surina de Beer Clothilde de Bernardi Virginie Ayassamy Céline Cattaneo        |
| 10 gennaio | Open de la ville de Gosier 2011 Gosier, Guadalupa Cemento $10 000 Singolare - Doppio                                                      | Amanda McDowell Nina Munch-Søgaard 6-0 7-5                | Amandine Cazeaux Irina Ramialison        | Amanda McDowell Marion Gaud           | Surina de Beer Clothilde de Bernardi Virginie Ayassamy Céline Cattaneo        |
| 10 gennaio | ITF Women's Circuit Pingguo 2011 Pingguo, Cina Cemento $25 000 Singolare - Doppio                                                         | Jing-Jing Lu 6-4 7-5                                      | Tetjana Lužans'ka                        | Liu Chang Lu Jia-Jing                 | Liang Chen Zheng Saisai Sun Shengnan Tara Moore                               |
| 10 gennaio | ITF Women's Circuit Pingguo 2011 Pingguo, Cina Cemento $25 000 Singolare - Doppio                                                         | Shūko Aoyama Rika Fujiwara 6-4 6-3                        | Liu Wan-ting Sun Shengnan                | Liu Chang Lu Jia-Jing                 | Liang Chen Zheng Saisai Sun Shengnan Tara Moore                               |
| 10 gennaio | Plantation Open 2011 Plantation, USA Terra verde $25 000 Singolare - Doppio                                                               | Sharon Fichman 6-3 7–6(2)                                 | Alexandra Cadanțu                        | Lenka Wienerová Camila Giorgi         | Julia Boserup Shelby Rogers Melanie Klaffner Valerija Solov'ëva               |
| 10 gennaio | Plantation Open 2011 Plantation, USA Terra verde $25 000 Singolare - Doppio                                                               | Ahsha Rolle Mashona Washington 6-4 6-2                    | Christina Fusano Yasmin Schnack          | Lenka Wienerová Camila Giorgi         | Julia Boserup Shelby Rogers Melanie Klaffner Valerija Solov'ëva               |
| 17 gennaio | Seb Tallink Open 2011 Tallinn, Estonia Cemento $10 000 Singolare - Doppio                                                                 | Michaela Hončová 6-0 6-4                                  | Katharina Negrin                         | Zuzana Luknárová Polina Vinogradova   | Emma Flood Diāna Marcinkēviča Anette Kontaveit Yana Buchina                   |
| 17 gennaio | Seb Tallink Open 2011 Tallinn, Estonia Cemento $10 000 Singolare - Doppio                                                                 | Weronika Domagała Natalia Kolat 6-1 6-0                   | Yanina Darishina Anastasija Rodionova    | Zuzana Luknárová Polina Vinogradova   | Emma Flood Diāna Marcinkēviča Anette Kontaveit Yana Buchina                   |
| 17 gennaio | AEGON Pro Series Wrexham 2011 Wrexham, Gran Bretagna Cemento $10 000 Singolare - Doppio                                                   | Anna Fitzpatrick 6(3)–7 6-3 7-5                           | Jade Windley                             | Elixane Lechemia Lisa Whybourn        | Lucy Brown Petra Krejsová Amy Bowtell Jocelyn Rae                             |
| 17 gennaio | AEGON Pro Series Wrexham 2011 Wrexham, Gran Bretagna Cemento $10 000 Singolare - Doppio                                                   | Anna Fitzpatrick Jade Windley 6-1 6-0                     | Ulrikke Eikeri Nicole George             | Elixane Lechemia Lisa Whybourn        | Lucy Brown Petra Krejsová Amy Bowtell Jocelyn Rae                             |
| 17 gennaio | Internationaler Württembergische Hallenmeisterschaften um den Südwestbank-Cup 2011 Stoccarda, Germania Cemento $10 000 Singolare - Doppio | Jana Čepelová 6-4 6-4                                     | Nina Zander                              | Michaela Pochobova Korina Perkovic    | Tereza Hladikova Tanja Ostertag Viktorija Golubic Jasmin Kling                |
| 17 gennaio | Internationaler Württembergische Hallenmeisterschaften um den Südwestbank-Cup 2011 Stoccarda, Germania Cemento $10 000 Singolare - Doppio | Danielle Harmsen Marina Mel'nikova 3-6 6-4 [14-12]        | Jana Čepelová Michaela Pochobova         | Michaela Pochobova Korina Perkovic    | Tereza Hladikova Tanja Ostertag Viktorija Golubic Jasmin Kling                |
| 17 gennaio | Open GDF SUEZ 42 2011 Andrézieux-Bouthéon, Francia Cemento $25 000 Singolare - Doppio                                                     | Mona Barthel 6-3 3-6 6-4                                  | Stephanie Vogt                           | Nikola Hofmanová Annika Beck          | Valerija Savinych Claire Feuerstein Ivana Lisjak                              |
| 17 gennaio | Open GDF SUEZ 42 2011 Andrézieux-Bouthéon, Francia Cemento $25 000 Singolare - Doppio                                                     | Darija Jurak Valerija Savinych 6-3 7-6(0)                 | Kiki Bertens Richèl Hogenkamp            | Nikola Hofmanová Annika Beck          | Valerija Savinych Claire Feuerstein Ivana Lisjak                              |
| 17 gennaio | Ace Sports Group Tennis Classic 2011 Lutz, USA Terra rossa $25 000 Singolare - Doppio                                                     | Laura Siegemund 6(4)–7 6-1 6-2                            | Jessica Pegula                           | Camila Giorgi Valerija Solov'ëva      | Jennifer Elie Jelena Pandžić Ahsha Rolle Sharon Fichman                       |
| 17 gennaio | Ace Sports Group Tennis Classic 2011 Lutz, USA Terra rossa $25 000 Singolare - Doppio                                                     | Ahsha Rolle Mashona Washington 6-4 6-4                    | Gabriela Dabrowski Sharon Fichman        | Camila Giorgi Valerija Solov'ëva      | Jennifer Elie Jelena Pandžić Ahsha Rolle Sharon Fichman                       |
| 17 gennaio | ITF Women's $25,000 tennis Tournament Muzaffarnagar 2011 Muzaffarnagar, India Erba $25 000 Singolare - Doppio                             | Tadeja Majerič 6-2 5-7 6-2                                | Zheng Saisai                             | Ksenia Palkina Doroteja Erić          | Miki Miyamura Emily Webley-Smith Dalila Jakupovič Sakiko Shimizu              |
| 17 gennaio | ITF Women's $25,000 tennis Tournament Muzaffarnagar 2011 Muzaffarnagar, India Erba $25 000 Singolare - Doppio                             | Rushmi Chakravarthi Poojashree Venkatesha 3-6 6-4 [14-12] | Miki Miamura Mari Tanaka                 | Ksenia Palkina Doroteja Erić          | Miki Miyamura Emily Webley-Smith Dalila Jakupovič Sakiko Shimizu              |
| 24 gennaio | Copa Seguros Bolivar 2011 Bucaramanga, Colombia Terra rossa $10 000 Singolare - Doppio                                                    | Aleksandrina Najdenova 6-1 6-2                            | Yuliana Lizarazo                         | Catalina Castaño Zuzana Zlochová      | Ingrid Esperanza Vargas Calvo Nathalia Rossi Vivian Segnini Libby Muma        |
| 24 gennaio | Copa Seguros Bolivar 2011 Bucaramanga, Colombia Terra rossa $10 000 Singolare - Doppio                                                    | Catalina Castaño Viky Nuñez-Fuentes 7–6(3), 6-1           | Nathalia Rossi Zuzana Zlochová           | Catalina Castaño Zuzana Zlochová      | Ingrid Esperanza Vargas Calvo Nathalia Rossi Vivian Segnini Libby Muma        |
| 24 gennaio | Segro International 2011 Kaarst, Germania Sintetico $10 000 Singolare - Doppio                                                            | Sarah Gronert 7–6(5) 6-3                                  | Anna Zaja                                | Tereza Hladíková Korina Perkovic      | Tereza Martincová Julia Kimmelmann Paula Kania Amra Sadiković                 |
| 24 gennaio | Segro International 2011 Kaarst, Germania Sintetico $10 000 Singolare - Doppio                                                            | Nikola Fraňková Tereza Hladíková 3-6, 7-6(1), [10-8]      | Paula Kania Marina Mel'nikova            | Tereza Hladíková Korina Perkovic      | Tereza Martincová Julia Kimmelmann Paula Kania Amra Sadiković                 |
| 24 gennaio | Jaidip Mikerjea Tennis Academy 2011 Kolkata, India Terra rossa $10 000 Singolare - Doppio                                                 | Mari Tanaka 6-4, 6-3                                      | Dalila Jakupovič                         | Lee Hua-Chen Poojashree Venkatesha    | Anja Prislan Sharmada Balu Sheethal Goutham Yumi Miyazaki                     |
| 24 gennaio | Jaidip Mikerjea Tennis Academy 2011 Kolkata, India Terra rossa $10 000 Singolare - Doppio                                                 | Nicole Clerico Dalila Jakupovič 6-3, 6-1                  | Ankita Raina Poojashree Venkatesha       | Lee Hua-Chen Poojashree Venkatesha    | Anja Prislan Sharmada Balu Sheethal Goutham Yumi Miyazaki                     |
| 24 gennaio | Seb Tallink Open IV 2011 Tallinn, Estonia Cemento $10 000 Singolare - Doppio                                                              | Anett Kontaveit 6-4, 4-6, 6-2.                            | Zuzana Luknárová                         | Margit Rüütel Yanina Darishina        | Daria Mironova Polina Vinogradova Natalia Kolat Polina Rodionova              |
| 24 gennaio | Seb Tallink Open IV 2011 Tallinn, Estonia Cemento $10 000 Singolare - Doppio                                                              | Tamara Čurović Yevgeniya Kyrvoruchko 7–6(8), 6-1          | Maret Ani Anett Kontaveit                | Margit Rüütel Yanina Darishina        | Daria Mironova Polina Vinogradova Natalia Kolat Polina Rodionova              |
| 24 gennaio | Open GDF Suez De L'Isere 2011 Grenoble, Francia Cemento $25 000 Singolare - Doppio                                                        | Marta Domachowska 6-4 6-4.                                | Naomi Broady                             | Stephanie Vogt Stéphanie Foretz Gacon | Irena Pavlović Giulia Gatto-Monticone Iryna Kurjanovič Margalita Chakhnašvili |
| 24 gennaio | Open GDF Suez De L'Isere 2011 Grenoble, Francia Cemento $25 000 Singolare - Doppio                                                        | Stéphanie Cohen-Aloro Selima Sfar 6-1, 6-3                | Iryna Kurjanovič Aurélie Védy            | Stephanie Vogt Stéphanie Foretz Gacon | Irena Pavlović Giulia Gatto-Monticone Iryna Kurjanovič Margalita Chakhnašvili |
| 31 gennaio | Torneo Mallorca I 2011 Maiorca, Spagna Terra rossa $10 000 Singolare - Doppio                                                             | Ekaterine Gorgodze 6-4, 6-2                               | Sofija Kovalec                           | Claudia Giovine Viktoria Kamenskaya   | Alejandra Sala-Juste Sofia Kvatsabaia Martina Gledacheva Agnese Zucchini      |
| 31 gennaio | Torneo Mallorca I 2011 Maiorca, Spagna Terra rossa $10 000 Singolare - Doppio                                                             | Yera Campos-Molina Alejandra Sala-Juste 7–6(5), 6-4       | Jana Jandová Vivien Juhászová            | Claudia Giovine Viktoria Kamenskaya   | Alejandra Sala-Juste Sofia Kvatsabaia Martina Gledacheva Agnese Zucchini      |
| 31 gennaio | McDonald's Burnie International 2011 Burnie, Australia Cemento $25 000 Singolare - Doppio                                                 | Eugenie Bouchard 6-4, 6-3                                 | Zheng Saisai                             | Nastja Kolar Karolina Wlodarczak      | Dar'ja Gavrilova Olivia Rogowska Emily Webley-Smith Julija Putinceva          |
| 31 gennaio | McDonald's Burnie International 2011 Burnie, Australia Cemento $25 000 Singolare - Doppio                                                 | Natsumi Hamamura Erika Takao 6-2, 3-6, [10-7]             | Sally Peers Olivia Rogowska              | Nastja Kolar Karolina Wlodarczak      | Dar'ja Gavrilova Olivia Rogowska Emily Webley-Smith Julija Putinceva          |
| 31 gennaio | Coimbra University Ladies Open 2011 Coimbra, Portogallo Cemento $10 000 Singolare - Doppio                                                | Rocío de la Torre-Sánchez 7-5, 4-0 rit.                   | Kim Grajdek                              | Morgane Pons Jasmin Steinherr         | Martina Caciotti Alice Savoretti Amy Bowtell Veronica Saucedo                 |
| 31 gennaio | Coimbra University Ladies Open 2011 Coimbra, Portogallo Cemento $10 000 Singolare - Doppio                                                | Kim Grajdek Barbara Sobaszkiewicz 7-6(1), 6-3             | Ulrikke Eikeri Arabela Fernandez-Rabener | Morgane Pons Jasmin Steinherr         | Martina Caciotti Alice Savoretti Amy Bowtell Veronica Saucedo                 |
| 31 gennaio | Morocco Tennis Tour 2011 Rabat, Marocco Terra rossa $25 000 Singolare - Doppio                                                            | Nina Bratčikova 3-6, 6-4, 6-1                             | Maria João Koehler                       | Lara Arruabarrena-Vecino Karin Knapp  | Anastasia Mukhametova Anna Floris Laura Thorpe Marina Šamajko                 |
| 31 gennaio | Morocco Tennis Tour 2011 Rabat, Marocco Terra rossa $25 000 Singolare - Doppio                                                            | Eva Hrdinová Karin Knapp 6-4, 6-1                         | Iveta Gerlová Lucie Kriegsmannová        | Lara Arruabarrena-Vecino Karin Knapp  | Anastasia Mukhametova Anna Floris Laura Thorpe Marina Šamajko                 |
| 31 gennaio | Del Mar Financial Partners Inc. Open 2011 Rancho Santa Fe, USA Cemento $25 000 Singolare - Doppio                                         | Michelle Larcher de Brito 3-6, 6-4, 6-1                   | Madison Brengle                          | Krista Hardebeck Lenka Wienerová      | Julia Cohen Tetjana Lužans'ka Alexa Glatch Nicole Gibbs                       |
| 31 gennaio | Del Mar Financial Partners Inc. Open 2011 Rancho Santa Fe, USA Cemento $25 000 Singolare - Doppio                                         | Julie Ditty Mervana Jugić-Salkić 6-0, 6-2                 | Shūko Aoyama Remi Tezuka                 | Krista Hardebeck Lenka Wienerová      | Julia Cohen Tetjana Lužans'ka Alexa Glatch Nicole Gibbs                       |
| 31 gennaio | AEGON Pro Series Sutton 2011 Sutton, Gran Bretagna Cemento $25 000 Singolare - Doppio                                                     | Kristina Mladenovic 6-3, 1-6, 6-2                         | Mona Barthel                             | Marta Domachowska Irena Pavlović      | Iryna Kurjanovič Elise Tamaela Katarzyna Piter Naomi Broady                   |
| 31 gennaio | AEGON Pro Series Sutton 2011 Sutton, Gran Bretagna Cemento $25 000 Singolare - Doppio                                                     | Emma Laine Melanie South 6-3, 5-7, [10-8]                 | Marta Domachowska Darija Jurak           | Marta Domachowska Irena Pavlović      | Iryna Kurjanovič Elise Tamaela Katarzyna Piter Naomi Broady                   |

## Febbraio
| Settimana   | Torneo | Vincitrice                                                          | Finalista                              | Semifinaliste                              | Quarti di finale                                                                     |
| ----------- | --- | ------------------------------------------------------------------- | -------------------------------------- | ------------------------------------------ | ------------------------------------------------------------------------------------ |
| 7 febbraio  | Copa Bionaire 2011 Cali, Colombia Terra rossa $100 000 Singolare – Doppio                                         | Irina Begu 6-3, 7-6(1)                                              | Laura Pous Tió                         | Kathrin Wörle Aleksandra Panova            | Eva Birnerová Patricia Mayr-Achleitner Mathilde Johansson Ekaterina Ivanova          |
| 7 febbraio  | Copa Bionaire 2011 Cali, Colombia Terra rossa $100 000 Singolare – Doppio                                         | Irina Begu Elena Bogdan 2-6, 7–6(6), [11-9]                         | Ekaterina Ivanova Kathrin Wörle        | Kathrin Wörle Aleksandra Panova            | Eva Birnerová Patricia Mayr-Achleitner Mathilde Johansson Ekaterina Ivanova          |
| 7 febbraio  | Dow Corning Tennis Classic 2011 Midland, USA Cemento $100 000 Singolare – Doppio                                  | Lucie Hradecká 6-4, 6-4                                             | Irina Falconi                          | Ksenija Pervak Rebecca Marino              | Sabine Lisicki Ahsha Rolle Madison Brengle Alexandra Stevenson                       |
| 7 febbraio  | Dow Corning Tennis Classic 2011 Midland, USA Cemento $100 000 Singolare – Doppio                                  | Jamie Hampton Anna Tatišvili Walkover                               | Irina Falconi Alison Riske             | Ksenija Pervak Rebecca Marino              | Sabine Lisicki Ahsha Rolle Madison Brengle Alexandra Stevenson                       |
| 7 febbraio  | Women's Childhelp Desert Classic 2011 Rancho Mirage, USA Cemento $25 000 Singolare – Doppio                       | Ashley Weinhold 6-3, 3-6, 7-5                                       | Kristýna Plíšková                      | Karolína Plíšková Lauren Albanese          | Chanel Simmonds Tetjana Lužans'ka Lenka Wienerová Shūko Aoyama                       |
| 7 febbraio  | Women's Childhelp Desert Classic 2011 Rancho Mirage, USA Cemento $25 000 Singolare – Doppio                       | Karolína Plíšková Kristýna Plíšková 6(6)–7, 6-1, [10-5]             | Nadejda Guskova Sandra Zaniewska       | Karolína Plíšková Lauren Albanese          | Chanel Simmonds Tetjana Lužans'ka Lenka Wienerová Shūko Aoyama                       |
| 7 febbraio  | GD Tennis Cup 4 2011 Adalia, Turchia Terra rossa $10 000 Singolare – Doppio                                       | Carolina Pillot 7-5, 6-0                                            | Beatrice Cedermark                     | Nadia Lalami Melis Sezer                   | Anja Prislan Anna Arina Marenko Fatima El Allami Marina Šamajko                      |
| 7 febbraio  | GD Tennis Cup 4 2011 Adalia, Turchia Terra rossa $10 000 Singolare – Doppio                                       | Teodora Mirčić Marina Šamajko 6-4, 6-4                              | Sultan Gonen Anna Karavayeva           | Nadia Lalami Melis Sezer                   | Anja Prislan Anna Arina Marenko Fatima El Allami Marina Šamajko                      |
| 7 febbraio  | Torneo Mallorca II 2011 Maiorca, Spagna Terra rossa $10 000 Singolare – Doppio                                    | Lara Arruabarrena-Vecino 6-1, 6-2                                   | Conny Perrin                           | Sofija Kovalec Ekaterine Gorgodze          | Réka-Luca Jani Danielle Harmsen Paola Cigui Andrea Gámiz                             |
| 7 febbraio  | Torneo Mallorca II 2011 Maiorca, Spagna Terra rossa $10 000 Singolare – Doppio                                    | Danielle Harmsen Scarlett Werner 6-4, 6-3                           | Réka-Luca Jani Conny Perrin            | Sofija Kovalec Ekaterine Gorgodze          | Réka-Luca Jani Danielle Harmsen Paola Cigui Andrea Gámiz                             |
| 7 febbraio  | Salk Ladies 2011 Stoccolma, Svezia Cemento $25 000 Singolare – Doppio                                             | Kristina Mladenovic 6-3, 6-4                                        | Arantxa Rus                            | Annika Beck Michaela Honcová               | Anne Kremer Katarzyna Piter Naomi Broady Julija Bejhel'zymer                         |
| 7 febbraio  | Salk Ladies 2011 Stoccolma, Svezia Cemento $25 000 Singolare – Doppio                                             | Arantxa Rus Nastas'sja Jakimava 6-3, 2-6, [10-8]                    | Claire Feuerstein Ksenija Lykina       | Annika Beck Michaela Honcová               | Anne Kremer Katarzyna Piter Naomi Broady Julija Bejhel'zymer                         |
| 7 febbraio  | Vale do Lobo Ladies Open 2011 Vale do Lobo, Portogallo Cemento $10 000 Singolare – Doppio                         | Alison van Uytvanck 6-4, 4-6, 6-2                                   | Elica Kostova                          | Amandine Hesse Justyna Jegiołka            | Jocelyn Rae Natalia Orlova Lucía Cervera-Vazquez Ulrikke Eikeri                      |
| 7 febbraio  | Vale do Lobo Ladies Open 2011 Vale do Lobo, Portogallo Cemento $10 000 Singolare – Doppio                         | Rocío de la Torre-Sánchez Olga Sáez Larra Walkover                  | Ulrikke Eikeri Anna Fitzpatrick        | Amandine Hesse Justyna Jegiołka            | Jocelyn Rae Natalia Orlova Lucía Cervera-Vazquez Ulrikke Eikeri                      |
| 7 febbraio  | Asociacion Argentina de Tenis Women Circuit 2011 Buenos Aires, Argentina Terra rossa $10 000 Singolare – Doppio   | Catalina Pella 6-4, 2-6, 6-3                                        | Mailen Auroux                          | Andrea Koch-Benvenuto Verónica Cepede Royg | Yvonne Neuwirth Florencia di Biasi Deniz Khazaniuk Andrea Benitez                    |
| 7 febbraio  | Asociacion Argentina de Tenis Women Circuit 2011 Buenos Aires, Argentina Terra rossa $10 000 Singolare – Doppio   | Verónica Cepede Royg Luciana Sarmenti 6-0, 6-3                      | Fernando Brito Catalina Pella          | Andrea Koch-Benvenuto Verónica Cepede Royg | Yvonne Neuwirth Florencia di Biasi Deniz Khazaniuk Andrea Benitez                    |
| 14 febbraio | City Of Surprise Women's Open 2011 Surprise, USA Cemento $25 000 Singolare – Doppio                               | Mónica Puig 6-4, 6-0                                                | Lenka Wienerová                        | Chanel Simmonds Chichi Scholl              | Michaela Pochabová Tetjana Lužans'ka Nadejda Guskova Ol'ga Alekseevna Pučkova        |
| 14 febbraio | City Of Surprise Women's Open 2011 Surprise, USA Cemento $25 000 Singolare – Doppio                               | Shūko Aoyama Remi Tezuka 6-3, 6-1                                   | Mervana Jugić-Salkić Tetjana Lužans'ka | Chanel Simmonds Chichi Scholl              | Michaela Pochabová Tetjana Lužans'ka Nadejda Guskova Ol'ga Alekseevna Pučkova        |
| 14 febbraio | Torneo Mallorca III 2011 Maiorca, Spagna Terra rossa $25 000 Singolare – Doppio                                   | Iryna Kurjanovič 6-2, 6-3                                           | Sofija Kovalec                         | Anna Floris Maria João Koehler             | Elica Kostova Estrella Cabeza-Candela Cristina Dinu Lenka Juríková                   |
| 14 febbraio | Torneo Mallorca III 2011 Maiorca, Spagna Terra rossa $25 000 Singolare – Doppio                                   | Iryna Burjačok Iryna Kurjanovič 7-5, 6-2                            | Iveta Gerlová Lucie Kriegsmannová      | Anna Floris Maria João Koehler             | Elica Kostova Estrella Cabeza-Candela Cristina Dinu Lenka Juríková                   |
| 14 febbraio | GD Tennis Cup 5 2011 Adalia, Turchia Terra rossa $10 000 Singolare – Doppio                                       | Christina Shakovets 6-4, 6-1                                        | Teodora Mirčić                         | Aminat Kushkhova Carol Zhao                | Carolina Pillot Émilie Bacquet Beatrice Cedermark Marina Šamajko                     |
| 14 febbraio | GD Tennis Cup 5 2011 Adalia, Turchia Terra rossa $10 000 Singolare – Doppio                                       | Irina Glimakova Polina Monova 6-3, 6-3                              | Patricia Chirea Valentina Sulpizio     | Aminat Kushkhova Carol Zhao                | Carolina Pillot Émilie Bacquet Beatrice Cedermark Marina Šamajko                     |
| 14 febbraio | Internationaler Badische Meisterschaften der Damen 2011 Leimen, Germania Cemento $10 000 Singolare – Doppio       | Gioia Barbieri 6-4, 6-2                                             | Korina Perkovic                        | Doroteja Erić Albina Khabibulina           | Sarah Gronert Myrtille Georges Diāna Marcinkēviča Katharina Lehnert                  |
| 14 febbraio | Internationaler Badische Meisterschaften der Damen 2011 Leimen, Germania Cemento $10 000 Singolare – Doppio       | Martina Borecká Petra Krejsová 2-6, 7–6(5), [10-4]                  | Kim Kilsdonk Nicolette van Uitert      | Doroteja Erić Albina Khabibulina           | Sarah Gronert Myrtille Georges Diāna Marcinkēviča Katharina Lehnert                  |
| 14 febbraio | Albufeira Ladies Open 2011 Albufeira, Portogallo Cemento $10 000 Singolare – Doppio                               | Lesley Kerkhove 3-6, 7-5, 6-2                                       | Amra Sadiković                         | Alice Balducci Zuzana Luknárová            | Alice Tisset Lucía Cervera-Vazquez Constance Sibille Ani Mijacika                    |
| 14 febbraio | Albufeira Ladies Open 2011 Albufeira, Portogallo Cemento $10 000 Singolare – Doppio                               | Tutti i match di doppio sono stati annullati a causa della pioggia. |                                        | Alice Balducci Zuzana Luknárová            | Alice Tisset Lucía Cervera-Vazquez Constance Sibille Ani Mijacika                    |
| 14 febbraio | Endurance ITF Women's Tennis Tournament 2011 Aurangabad, India Terra rossa $10 000 Singolare – Doppio             | Vlada Ėkšibarova 6-1, 6-4                                           | Varatchaya Wongteanchai                | Sharmada Balu Nicole Clerico               | Han Sung-hee Kanae Hisami Ai Yamamoto Anja Prislan                                   |
| 14 febbraio | Endurance ITF Women's Tennis Tournament 2011 Aurangabad, India Terra rossa $10 000 Singolare – Doppio             | Varatchaya Wongteanchai Varunya Wongteanchai 4-6, 6-2, [10-6]       | Nicole Clerico Maria Masini            | Sharmada Balu Nicole Clerico               | Han Sung-hee Kanae Hisami Ai Yamamoto Anja Prislan                                   |
| 14 febbraio | Asociacion Argentina de Tenis Women Circuit 2 2011 Buenos Aires, Argentina Terra rossa $10 000 Singolare – Doppio | Verónica Cepede Royg 4-1, rit.                                      | Nathalia Rossi                         | Mailen Auroux Vivian Segnini               | Cecilia Costa Melgar Andrea Koch-Benvenuto Vanesa Furlanetto Andrea Benitez          |
| 14 febbraio | Asociacion Argentina de Tenis Women Circuit 2 2011 Buenos Aires, Argentina Terra rossa $10 000 Singolare – Doppio | Verónica Cepede Royg Luciana Sarmenti 5-7, 6-3, [10-7]              | Andrea Benitez Tatiana Búa             | Mailen Auroux Vivian Segnini               | Cecilia Costa Melgar Andrea Koch-Benvenuto Vanesa Furlanetto Andrea Benitez          |
| 21 febbraio | Mildura Grand Tennis International 2011 Mildura, Australia Erba $25 000 Singolare – Doppio                        | Hsieh Su-wei 6-1, 6-2                                               | Katie O'Brien                          | Gail Brodsky Isabella Holland              | Ashleigh Barty Shiho Akita Daniella Dominikovic Rika Fujiwara                        |
| 21 febbraio | Mildura Grand Tennis International 2011 Mildura, Australia Erba $25 000 Singolare – Doppio                        | Casey Dellacqua Olivia Rogowska 4-6, 7–6(6), [10-4]                 | Rika Fujiwara Kumiko Iijima            | Gail Brodsky Isabella Holland              | Ashleigh Barty Shiho Akita Daniella Dominikovic Rika Fujiwara                        |
| 21 febbraio | Tennis Organisation 2 2011 Adalia, Turchia Terra rossa $10 000 Singolare – Doppio                                 | Dia Evtimova 6-3, 6-4                                               | Marion Gaud                            | Anne Schäfer Nadya Kolb                    | Liang Chen Anna Arina Marenko Gracia Radovanovic Zuzana Zlochová                     |
| 21 febbraio | Tennis Organisation 2 2011 Adalia, Turchia Terra rossa $10 000 Singolare – Doppio                                 | Liang Chen Tian Ran 6(2)–7, 7-5, [11-9]                             | Ol'ga Panova Marina Šamajko            | Anne Schäfer Nadya Kolb                    | Liang Chen Anna Arina Marenko Gracia Radovanovic Zuzana Zlochová                     |
| 21 febbraio | Baden Indoor Ladies Open 2011 Zell am Harmersbach, Germania Sintetico $10 000 Singolare – Doppio                  | Nina Zander 6(3)–7, 7-5, 6-1                                        | Eva Hrdinová                           | Marina Mel'nikova Sarah Gronert            | Darija Jurak Julia Kimmelmann Gioia Barbieri Polina Pekhova                          |
| 21 febbraio | Baden Indoor Ladies Open 2011 Zell am Harmersbach, Germania Sintetico $10 000 Singolare – Doppio                  | Kim Kilsdonk Nicolette van Uitert 7-5, 6-4                          | Lіdzіja Marozava Sviatlana Pirazhenka  | Marina Mel'nikova Sarah Gronert            | Darija Jurak Julia Kimmelmann Gioia Barbieri Polina Pekhova                          |
| 21 febbraio | Portimao Tivoli Ladies Open 2011 Portimão, Portogallo Cemento $10 000 Singolare – Doppio                          | Ani Mijacika 6-4, 6-4                                               | Justine Ozga                           | Elica Kostova Justyna Jegiołka             | Sachia Vickery Arabela Fernandez-Rabener Constance Sibille Rocío de la Torre-Sánchez |
| 21 febbraio | Portimao Tivoli Ladies Open 2011 Portimão, Portogallo Cemento $10 000 Singolare – Doppio                          | Ani Mijacika Amra Sadiković 6-1, 7–6(4)                             | Ksenia Gospodinova Dejana Raickovic    | Elica Kostova Justyna Jegiołka             | Sachia Vickery Arabela Fernandez-Rabener Constance Sibille Rocío de la Torre-Sánchez |
| 21 febbraio | MSLTA ITF US $ 10,000 Women's Tennis Tournament 2011 Mumbai, India Cemento $10 000 Singolare – Doppio             | Varatchaya Wongteanchai 2-6, 6-4, 6-1                               | Vlada Ėkšibarova                       | Stefanie Tan Nicha Lertpitaksinchai        | Han Na-lae Nicole Clerico Liu Shaozhuo Luksika Kumkhum                               |
| 21 febbraio | MSLTA ITF US $ 10,000 Women's Tennis Tournament 2011 Mumbai, India Cemento $10 000 Singolare – Doppio             | Kanae Hisami Li Ting, jr 6-1, 7-5                                   | Han Sung-hee Varatchaya Wongteanchai   | Stefanie Tan Nicha Lertpitaksinchai        | Han Na-lae Nicole Clerico Liu Shaozhuo Luksika Kumkhum                               |
| 28 febbraio | Homebush Women's International at Sydney Olympic Park 2011 Sydney, Australia Cemento $25 000 Singolare – Doppio   | Yurika Sema 6-4, 5-7, 7–6(2)                                        | Rika Fujiwara                          | Emily Webley-Smith Gail Brodsky            | Kumiko Iijima Ashleigh Barty Shannon Golds Daniella Dominikovic                      |
| 28 febbraio | Homebush Women's International at Sydney Olympic Park 2011 Sydney, Australia Cemento $25 000 Singolare – Doppio   | Casey Dellacqua Olivia Rogowska 3-6, 7–6(3), [10-4]                 | Rika Fujiwara Kumiko Iijima            | Emily Webley-Smith Gail Brodsky            | Kumiko Iijima Ashleigh Barty Shannon Golds Daniella Dominikovic                      |
| 28 febbraio | Tangipahoa Tourism $25,000 Women'S Pro Classic 2011 Hammond, USA Cemento $25 000 Singolare – Doppio               | Madison Brengle 6-3, 6-3                                            | Stéphanie Foretz Gacon                 | Valerija Savinych Elena Bogdan             | Sophie Ferguson Julia Glushko Marina Eraković Irina Falconi                          |
| 28 febbraio | Tangipahoa Tourism $25,000 Women'S Pro Classic 2011 Hammond, USA Cemento $25 000 Singolare – Doppio               | Julie Ditty Christina Fusano 6-3, 6-3                               | Mervana Jugić-Salkić Melanie South     | Valerija Savinych Elena Bogdan             | Sophie Ferguson Julia Glushko Marina Eraković Irina Falconi                          |
| 28 febbraio | Open GDF Suez De Lyon 2011 Lione, Francia Cemento $10 000 Singolare – Doppio                                      | Anna-Giulia Remondina 7–6(6), 6-3                                   | Claire Feuerstein                      | Yana Buchina Silvia Njirić                 | Kim Grajdek Annalisa Bona Xenia Knoll Petra Krejsová                                 |
| 28 febbraio | Open GDF Suez De Lyon 2011 Lione, Francia Cemento $10 000 Singolare – Doppio                                      | Maria Abramović Sofia Kvatsabaia 6-4, 3-6, [10-5]                   | Martina Borecká Petra Krejsová         | Yana Buchina Silvia Njirić                 | Kim Grajdek Annalisa Bona Xenia Knoll Petra Krejsová                                 |
| 28 febbraio | GD Tennis Cup 6 2011 Adalia, Turchia Terra rossa $10 000 Singolare – Doppio                                       | Cristina Dinu 6-2, 6-3                                              | Diana Enache                           | Dia Evtimova Anastasia Mukhametova         | Martina Gledacheva Anne Schäfer Tian Ran Oksana Ljubcova                             |
| 28 febbraio | GD Tennis Cup 6 2011 Adalia, Turchia Terra rossa $10 000 Singolare – Doppio                                       | Liang Chen Tian Ran 4-6, 6-2, [10-6]                                | Darija Jurak Katarzyna Kawa            | Dia Evtimova Anastasia Mukhametova         | Martina Gledacheva Anne Schäfer Tian Ran Oksana Ljubcova                             |

## Marzo
| Settimana | Torneo | Vincitrice                                                    | Finalista                                | Semifinaliste                                 | Quarti di finale                                                                |
| --------- | --- | ------------------------------------------------------------- | ---------------------------------------- | --------------------------------------------- | ------------------------------------------------------------------------------- |
| 7 marzo   | Sheriff Jim Coats Clearwater Women's Open 2011 Clearwater, USA Cemento $25 000 Singolare – Doppio                    | Ajla Tomljanović 7–6(3), 6-3                                  | Sesil Karatančeva                        | Valerija Solov'ëva Michelle Larcher de Brito  | Eirini Georgatou Grace Min Karolína Plíšková Kristýna Plíšková                  |
| 7 marzo   | Sheriff Jim Coats Clearwater Women's Open 2011 Clearwater, USA Cemento $25 000 Singolare – Doppio                    | Kimberly Couts Līga Dekmeijere 6-1, 6-4                       | Heidi El Tabakh Arina Rodionova          | Valerija Solov'ëva Michelle Larcher de Brito  | Eirini Georgatou Grace Min Karolína Plíšková Kristýna Plíšková                  |
| 7 marzo   | Open GDF SUEZ de Bourgogne 2011 Digione, Francia Cemento $10 000 Singolare – Doppio                                  | Alison van Uytvanck 6-2, 6-3                                  | Claire Feuerstein                        | Angelique van der Meet Myriam Casanova        | Ana Vrljić Estelle Cascino Anna-Giulia Remondina Martina Borecká                |
| 7 marzo   | Open GDF SUEZ de Bourgogne 2011 Digione, Francia Cemento $10 000 Singolare – Doppio                                  | Martina Borecká Petra Krejsová 6-3, 6-4                       | Maria Abramović Sofia Kvatsabaia         | Angelique van der Meet Myriam Casanova        | Ana Vrljić Estelle Cascino Anna-Giulia Remondina Martina Borecká                |
| 7 marzo   | GD Tennis Cup 7 2011 Adalia, Turchia Terra rossa $10 000 Singolare – Doppio                                          | Bibiane Schoofs 6-0, 4-6, 6-3                                 | Danielle Harmsen                         | Diana Enache Oksana Ljubcova                  | Raluca Elena Platon Martina Gledacheva Martina Kubicíková Evgenija Paškova      |
| 7 marzo   | GD Tennis Cup 7 2011 Adalia, Turchia Terra rossa $10 000 Singolare – Doppio                                          | Danielle Harmsen Bibiane Schoofs 6-3, 7-5                     | Evgenija Paškova Maria Zharkova          | Diana Enache Oksana Ljubcova                  | Raluca Elena Platon Martina Gledacheva Martina Kubicíková Evgenija Paškova      |
| 7 marzo   | Club de Tenis Chamartín ITF 2011 Madrid, Spagna Terra rossa $10 000 Singolare – Doppio                               | Lara Arruabarrena-Vecino 6-4, 6-2                             | Leticia Costas Moreira                   | Carolina Pillot Nanuli Pipiya                 | Ionela-Andreea Iova Despina Papamichail Arabela Fernandez-Rabener Evelyn Mayr   |
| 7 marzo   | Club de Tenis Chamartín ITF 2011 Madrid, Spagna Terra rossa $10 000 Singolare – Doppio                               | Nicole Clerico Leticia Costas Moreira 6-0, 6-1                | Evelyn Mayr Julia Mayr                   | Carolina Pillot Nanuli Pipiya                 | Ionela-Andreea Iova Despina Papamichail Arabela Fernandez-Rabener Evelyn Mayr   |
| 7 marzo   | Women's ITF Irapuato Club de Golf Santa Margarita 2011 Irapuato, Messico Cemento $25 000 Singolare – Doppio          | Marina Eraković 7-5, 6-4                                      | Andreja Klepač                           | Ivana Lisjak María Fernanda Álvarez Terán     | Vivian Segnini Julia Cohen María Irigoyen Kristina Mladenovic                   |
| 7 marzo   | Women's ITF Irapuato Club de Golf Santa Margarita 2011 Irapuato, Messico Cemento $25 000 Singolare – Doppio          | Tímea Babos Johanna Konta 6-3, 6-4                            | Macall Harkins Nicole Rottmann           | Ivana Lisjak María Fernanda Álvarez Terán     | Vivian Segnini Julia Cohen María Irigoyen Kristina Mladenovic                   |
| 7 marzo   | Internacional Femenino de Tenis Club de Campo La Pasada 2011 Concepción, Cile Terra rossa $10 000 Singolare – Doppio | Aleksandrina Najdenova 1-6, 6-4, 6-4                          | Andrea Benitez                           | Tatiana Búa Karolina Nowak                    | Alexandra Hirsch Elizabeth Ferris Andrea Koch-Benvenuto Nataša Zoric            |
| 7 marzo   | Internacional Femenino de Tenis Club de Campo La Pasada 2011 Concepción, Cile Terra rossa $10 000 Singolare – Doppio | Alexandra Hirsch Amanda McDowell 6-4, 5-7, [10-8]             | Andrea Benitez Barbara Rush              | Tatiana Búa Karolina Nowak                    | Alexandra Hirsch Elizabeth Ferris Andrea Koch-Benvenuto Nataša Zoric            |
| 14 marzo  | Bahamas Women's Open 2011 Nassau Bahamas Cemento $100 000+H Singolare – Doppio                                       | Nastas'sja Jakimava 6-3, 6-2                                  | Angelique Kerber                         | Magdaléna Rybáriková Rebecca Marino           | Arantxa Rus Timea Bacsinszky Heather Watson Cvetana Pironkova                   |
| 14 marzo  | Bahamas Women's Open 2011 Nassau Bahamas Cemento $100 000+H Singolare – Doppio                                       | Natalie Grandin Vladimíra Uhlířová 6-4, 6-2                   | Raquel Kops-Jones Abigail Spears         | Magdaléna Rybáriková Rebecca Marino           | Arantxa Rus Timea Bacsinszky Heather Watson Cvetana Pironkova                   |
| 14 marzo  | Internationaux Féminins d'Amiens 2011 Amiens, Francia Terra rossa $10 000 Singolare – Doppio                         | Nastassja Burnett 2-6, 6-1, 6-4                               | Paula Kania                              | Sofia Kvatsabaia Anna Arina Marenko           | Alice Savoretti Maria Abramović Estelle Cascino Iveta Gerlová                   |
| 14 marzo  | Internationaux Féminins d'Amiens 2011 Amiens, Francia Terra rossa $10 000 Singolare – Doppio                         | Paula Kania Barbara Sobaszkiewicz 3-6, 6-4, [10-6]            | Iveta Gerlová Lucie Kriegsmannová        | Sofia Kvatsabaia Anna Arina Marenko           | Alice Savoretti Maria Abramović Estelle Cascino Iveta Gerlová                   |
| 14 marzo  | GD Tennis Cup 8 2011 Adalia, Turchia Terra rossa $10 000 Singolare – Doppio                                          | Cristina Dinu 6-3, 6-4                                        | Réka-Luca Jani                           | Dia Evtimova Danielle Harmsen                 | Martina Gledacheva Garbiñe Muguruza Blanco Anna Brazhnikova Sandra Zaniewska    |
| 14 marzo  | GD Tennis Cup 8 2011 Adalia, Turchia Terra rossa $10 000 Singolare – Doppio                                          | Pemra Özgen Sandra Zaniewska 2-6, 7-5, [10-7]                 | Réka-Luca Jani Martina Kubicíková        | Dia Evtimova Danielle Harmsen                 | Martina Gledacheva Garbiñe Muguruza Blanco Anna Brazhnikova Sandra Zaniewska    |
| 14 marzo  | Ciudad de la Raqueta 2011 Madrid, Spagna Terra rossa $10 000 Singolare – Doppio                                      | Julia Mayr 3-6, 6-2, 6-2                                      | Giulia Sussarello                        | Benedetta Davato Inés Ferrer-Suárez           | Ionela-Andreea Iova Agnese Zucchini Carolina Pillot Federica Quercia            |
| 14 marzo  | Ciudad de la Raqueta 2011 Madrid, Spagna Terra rossa $10 000 Singolare – Doppio                                      | Evelyn Mayr Julia Mayr 6-2, 6-2                               | Lucia Cervera-Vazquez Benedetta Davato   | Benedetta Davato Inés Ferrer-Suárez           | Ionela-Andreea Iova Agnese Zucchini Carolina Pillot Federica Quercia            |
| 14 marzo  | Zuerioberland Open 2011 Fällanden, Svizzera Sintetico $10 000 Singolare – Doppio                                     | Myriam Casanova 6-3, 6-4                                      | Diāna Marcinkēviča                       | Céline Cattaneo Sandra Martinović             | Xenia Knoll Syna Kayser Belinda Bencic Amra Sadiković                           |
| 14 marzo  | Zuerioberland Open 2011 Fällanden, Svizzera Sintetico $10 000 Singolare – Doppio                                     | Xenia Knoll Amra Sadiković 6-3, 6-3                           | Dalila Jakupovič Anja Prislan            | Céline Cattaneo Sandra Martinović             | Xenia Knoll Syna Kayser Belinda Bencic Amra Sadiković                           |
| 14 marzo  | Pro Series Bath 2011 Bath, Gran Bretagna Cemento $10 000 Singolare – Doppio                                          | Marta Sirotkina w/o                                           | Giulia Gatto-Monticone                   | Lucy Brown Claudia Giovine                    | Samantha Murray Margit Rüütel Lesley Kerkhove Elixane Lechemia                  |
| 14 marzo  | Pro Series Bath 2011 Bath, Gran Bretagna Cemento $10 000 Singolare – Doppio                                          | Giulia Gatto-Monticone Anastasia Grymalska 6-4, 2-6, [10-6]   | Emma Laine Tara Moore                    | Lucy Brown Claudia Giovine                    | Samantha Murray Margit Rüütel Lesley Kerkhove Elixane Lechemia                  |
| 14 marzo  | Abierto La Asuncion Femenil ITF 2011 Metepec, Messico Cemento $10 000 Singolare – Doppio                             | Teliana Pereira 6-4, 6-4                                      | Amanda Fink                              | Karen Castiblanco Carolina Betancourt         | Sachie Ishizu Romana Tedjakusuma Vivian Segnini Nadia Abdala                    |
| 14 marzo  | Abierto La Asuncion Femenil ITF 2011 Metepec, Messico Cemento $10 000 Singolare – Doppio                             | Surina de Beer Romana Tedjakusuma 6-2, 6-4                    | Nadia Abdala Virginie Ayassamy           | Karen Castiblanco Carolina Betancourt         | Sachie Ishizu Romana Tedjakusuma Vivian Segnini Nadia Abdala                    |
| 14 marzo  | Miyazaki International Women's Challenger Tennis 2011 Miyazaki, Giappone Cemento $10 000 Singolare – Doppio          | Kanae Hisami 6-3, 6-1                                         | Emi Mutaguchi                            | Yuka Higuchi Kaori Onishi                     | Yumi Miyazaki Yuuki Tanaka Katherine Westbury Yumi Nakano                       |
| 14 marzo  | Miyazaki International Women's Challenger Tennis 2011 Miyazaki, Giappone Cemento $10 000 Singolare – Doppio          | Mari Inoue Ayumi Oka 5-7, 6-2, [10-8]                         | Chinami Ogi Yuuki Tanaka                 | Yuka Higuchi Kaori Onishi                     | Yumi Miyazaki Yuuki Tanaka Katherine Westbury Yumi Nakano                       |
| 14 marzo  | Internacional Femenino de Tenis Copa Las Condes 2011 Santiago, Cile Terra rossa $10 000 Singolare – Doppio           | Paula Ormaechea 6-2, 7–6(4)                                   | Catalina Pella                           | Nataša Zoric Verónica Cepede Royg             | Camila Silva Katerina Kramperová Nathalia Rossi Maria Fernanda Alves            |
| 14 marzo  | Internacional Femenino de Tenis Copa Las Condes 2011 Santiago, Cile Terra rossa $10 000 Singolare – Doppio           | Maria Fernanda Alves Paula Ormaechea 6-3, 7–6(2)              | Barbara Rush Carolina Zeballos           | Nataša Zoric Verónica Cepede Royg             | Camila Silva Katerina Kramperová Nathalia Rossi Maria Fernanda Alves            |
| 14 marzo  | ITF Women's Circuit Sanya 2011 Sanya, Cina Cemento $25 000 Singolare – Doppio                                        | Zhang Ling 3-6, 7–6(4), 6-2                                   | Iryna Brémond                            | Lee Ye-ra Çağla Büyükakçay                    | Liu Chang Galina Voskoboeva Iryna Burjačok Noppawan Lertcheewakarn              |
| 14 marzo  | ITF Women's Circuit Sanya 2011 Sanya, Cina Cemento $25 000 Singolare – Doppio                                        | Iryna Brémond Ani Mijacika 3-6, 7-5, [12-10]                  | Rika Fujiwara Hsu Wen-hsin               | Lee Ye-ra Çağla Büyükakçay                    | Liu Chang Galina Voskoboeva Iryna Burjačok Noppawan Lertcheewakarn              |
| 21 marzo  | AEGON Pro Series Bath 2011 Bath,Gran Bretagna Cemento $25 000 Singolare – Doppio                                     | Stefanie Vögele 6(3)–7, 7-5, 6-2                              | Marta Domachowska                        | Elica Kostova Claire Feuerstein               | Melanie South Anna Floris Marta Sirotkina Kiki Bertens                          |
| 21 marzo  | AEGON Pro Series Bath 2011 Bath,Gran Bretagna Cemento $25 000 Singolare – Doppio                                     | Tímea Babos Anne Kremer 7–6(5), 6-2                           | Marta Domachowska Katarzyna Piter        | Elica Kostova Claire Feuerstein               | Melanie South Anna Floris Marta Sirotkina Kiki Bertens                          |
| 21 marzo  | Spring Cup 2011 Mosca, Russia Cemento $25 000 Singolare – Doppio                                                     | Ljudmyla Kičenok 6-2, 6-0                                     | Dar'ja Gavrilova                         | Maria Zharkova Aleksandra Panova              | Yuliya Kalabina Arina Rodionova Ekaterina Jašina Aminat Kushkhova               |
| 21 marzo  | Spring Cup 2011 Mosca, Russia Cemento $25 000 Singolare – Doppio                                                     | Ljudmyla Kičenok Nadežda Kičenok 6-3, 6-3                     | Aleksandra Panova Ol'ga Panova           | Maria Zharkova Aleksandra Panova              | Yuliya Kalabina Arina Rodionova Ekaterina Jašina Aminat Kushkhova               |
| 21 marzo  | ITF Women's Circuit Kunming 2011 Kunming, Cina Cemento $25 000 Singolare – Doppio                                    | Iryna Brémond 1-6, 6-2, 6-3                                   | Zarina Dijas                             | Duan Ying-ying Ayu-Fani Damayanti             | Aiko Nakamura Julija Bejhel'zymer Oksana Kalašnikova Zhang Ling                 |
| 21 marzo  | ITF Women's Circuit Kunming 2011 Kunming, Cina Cemento $25 000 Singolare – Doppio                                    | Shūko Aoyama Rika Fujiwara 6-3, 6-2                           | Iryna Burjačok Veronika Kapšaj           | Duan Ying-ying Ayu-Fani Damayanti             | Aiko Nakamura Julija Bejhel'zymer Oksana Kalašnikova Zhang Ling                 |
| 21 marzo  | Namangan Women's Tournament 2011 Namangan, Uzbekistan Cemento $25 000 Singolare – Doppio                             | Jasmina Tinjic 7–6(2), 2-6, 7–6(5)                            | Ekaterina Byčkova                        | Zuzana Luknárová Kateryna Kozlova             | Tetjana Arefyeva Valentina Ivachnenko Albina Khabibulina Nigina Abduraimova     |
| 21 marzo  | Namangan Women's Tournament 2011 Namangan, Uzbekistan Cemento $25 000 Singolare – Doppio                             | Nigina Abduraimova Albina Khabibulina 4-6, 7–6(4), [10-8]     | Ekaterina Byčkova Marina Šamajko         | Zuzana Luknárová Kateryna Kozlova             | Tetjana Arefyeva Valentina Ivachnenko Albina Khabibulina Nigina Abduraimova     |
| 21 marzo  | Internacional Femenil Poza Rica 2011 Poza Rica, Messico Cemento $10 000 Singolare – Doppio                           | María Fernanda Álvarez Terán 6-3, 6-4                         | Romana Tedjakusuma                       | Amanda Fink Nadia Abdala                      | Vivian Segnini Fernanda Hermenegildo Pilar Domínguez-López Nicole Rottmann      |
| 21 marzo  | Internacional Femenil Poza Rica 2011 Poza Rica, Messico Cemento $10 000 Singolare – Doppio                           | Macall Harkins Nicole Rottmann 6-2, 6-4                       | Fernanda Hermenegildo Teliana Pereira    | Amanda Fink Nadia Abdala                      | Vivian Segnini Fernanda Hermenegildo Pilar Domínguez-López Nicole Rottmann      |
| 21 marzo  | GD Tennis Cup 9 2011 Adalia, Turchia Terra rossa $10 000 Singolare – Doppio                                          | Réka-Luca Jani 6-2, 6-1                                       | Garbiñe Muguruza Blanco                  | Fatima El Allami Danielle Harmsen             | Dunja Šunkic Bibiane Schoofs Martina Gledacheva Jasmina Kajtazovic              |
| 21 marzo  | GD Tennis Cup 9 2011 Adalia, Turchia Terra rossa $10 000 Singolare – Doppio                                          | Ilona Kramen' Demi Schuurs 3-6, 7–6(3), [10-8]                | Martina Gledacheva Isabella Šinikova     | Fatima El Allami Danielle Harmsen             | Dunja Šunkic Bibiane Schoofs Martina Gledacheva Jasmina Kajtazovic              |
| 21 marzo  | Open GDF SUEZ de Gonesse 2011 Gonesse, Francia Terra rossa $10 000 Singolare – Doppio                                | Anne Schäfer 7-5, 6-1                                         | Anastasia Grymalska                      | Gioia Barbieri Sofia Shapatava                | Paula Kania Amra Sadiković Xenia Knoll Nastassja Burnett                        |
| 21 marzo  | Open GDF SUEZ de Gonesse 2011 Gonesse, Francia Terra rossa $10 000 Singolare – Doppio                                | Gioia Barbieri Anastasia Grymalska 6-3, 6-2                   | Lena-Marie Hofmann Scarlett Werner       | Gioia Barbieri Sofia Shapatava                | Paula Kania Amra Sadiković Xenia Knoll Nastassja Burnett                        |
| 21 marzo  | Club de Campo Villa de Madrid 2011 Madrid, Spagna Terra rossa $10 000 Singolare – Doppio                             | Estrella Cabeza-Candela 6-3, 6-2                              | Laura-Ioana Andrei                       | Sara Sorribes Tormo Arabela Fernandez-Rabener | Ulrikke Eikeri Inés Ferrer-Suárez Karolina Kosińska Lucia Cervera-Vazquez       |
| 21 marzo  | Club de Campo Villa de Madrid 2011 Madrid, Spagna Terra rossa $10 000 Singolare – Doppio                             | Lucia Cervera-Vazquez Benedetta Davato 7-5, 7–6(4)            | Karolina Kosińska Yevgeniya Kryvoruchko  | Sara Sorribes Tormo Arabela Fernandez-Rabener | Ulrikke Eikeri Inés Ferrer-Suárez Karolina Kosińska Lucia Cervera-Vazquez       |
| 21 marzo  | ITF Femenino de Rancagua 2011 Rancagua, Cile Terra rossa $10 000 Singolare – Doppio                                  | Aleksandrina Najdenova 3-6, 6-2, 6-2                          | Catalina Pella                           | Andrea Koch-Benvenuto Verónica Cepede Royg    | Maria Fernanda Alves Gaia Sanesi Isabella Robbiani Nathalia Rossi               |
| 21 marzo  | ITF Femenino de Rancagua 2011 Rancagua, Cile Terra rossa $10 000 Singolare – Doppio                                  | Andrea Benitez Raquel Piltcher 7–6(5), 6-1                    | Belen Luduena Daniela Seguel             | Andrea Koch-Benvenuto Verónica Cepede Royg    | Maria Fernanda Alves Gaia Sanesi Isabella Robbiani Nathalia Rossi               |
| 28 marzo  | City of Ipswich Tennis International 2011 Ipswich, Australia Terra rossa $25 000 Singolare – Doppio                  | Sally Peers 5-7, 7-5, 6-0                                     | Lesja Curenko                            | Ol'ga Alekseevna Pučkova Olivia Rogowska      | Gail Brodsky Sacha Jones Isabella Holland Sophie Letcher                        |
| 28 marzo  | City of Ipswich Tennis International 2011 Ipswich, Australia Terra rossa $25 000 Singolare – Doppio                  | Casey Dellacqua Olivia Rogowska 6-4, 6-4                      | Miki Miyamura Mari Tanaka                | Ol'ga Alekseevna Pučkova Olivia Rogowska      | Gail Brodsky Sacha Jones Isabella Holland Sophie Letcher                        |
| 28 marzo  | Pelham Racquet Club Women's $25K Pro Circuit Challenger 2011 Pelham, USA Terra rossa $25 000 Singolare – Doppio      | Marina Eraković 6-4, 2-6, 6-1                                 | Renata Voráčová                          | Edina Gallovits-Hall Caroline Garcia          | Johanna Konta Alexandra Stevenson Christina McHale Camila Giorgi                |
| 28 marzo  | Pelham Racquet Club Women's $25K Pro Circuit Challenger 2011 Pelham, USA Terra rossa $25 000 Singolare – Doppio      | Līga Dekmeijere Marie-Ève Pelletier 2-6, 6-4, [12-10]         | Kimberly Couts Heidi El Tabakh           | Edina Gallovits-Hall Caroline Garcia          | Johanna Konta Alexandra Stevenson Christina McHale Camila Giorgi                |
| 28 marzo  | GD Tennis Cup 10 2011 Adalia, Turchia Terra rossa $10 000 Singolare – Doppio                                         | Ekaterine Gorgodze 6-1, 6-3                                   | Isabella Šinikova                        | Cristina Dinu Sandra Roma                     | Vivien Juhászová Valentina Sulpizio Beatrice Cedermark Valerie Verhamme         |
| 28 marzo  | GD Tennis Cup 10 2011 Adalia, Turchia Terra rossa $10 000 Singolare – Doppio                                         | Cristina Dinu Andreea Văideanu 6-3, 6-2                       | Kristýna Hancarová Nikola Horáková       | Cristina Dinu Sandra Roma                     | Vivien Juhászová Valentina Sulpizio Beatrice Cedermark Valerie Verhamme         |
| 28 marzo  | Torneo Internacional de Tenis Femenino Ciudad de Monzón 2011 Monzón, Spagna Cemento $50 000 Singolare – Doppio       | Petra Cetkovská 5-7, 6-4, 6-2                                 | Kirsten Flipkens                         | Nina Bratčikova Stéphanie Dubois              | Lara Arruabarrena-Vecino Ekaterina Ivanova Stefanie Vögele Maria João Koehler   |
| 28 marzo  | Torneo Internacional de Tenis Femenino Ciudad de Monzón 2011 Monzón, Spagna Cemento $50 000 Singolare – Doppio       | Elena Bovina Valerija Savinych 6-1, 2-6, [10-4]               | Margalita Chakhnašvili Ivana Lisjak      | Nina Bratčikova Stéphanie Dubois              | Lara Arruabarrena-Vecino Ekaterina Ivanova Stefanie Vögele Maria João Koehler   |
| 28 marzo  | ITF Women's $10,000 Tennis Tournament Delhi 2011 Nuova Delhi, India Cemento $10 000 Singolare – Doppio               | Céline Cattaneo 6-1, 6-4                                      | Nicha Lertpitaksinchai                   | Kyra Shroff Stephanie Scimone                 | Ratnika Batra Pia Konig Anja Prislan Ashvarya Shrivastava                       |
| 28 marzo  | ITF Women's $10,000 Tennis Tournament Delhi 2011 Nuova Delhi, India Cemento $10 000 Singolare – Doppio               | Anja Prislan Kyra Shroff 6-3, 7-5                             | Stephanie Hirsch Yvonne Neuwirth         | Kyra Shroff Stephanie Scimone                 | Ratnika Batra Pia Konig Anja Prislan Ashvarya Shrivastava                       |
| 28 marzo  | Astana Womens 2011 Astana, Kazakistan Cemento $10 000 Singolare – Doppio                                             | Ekaterina Jašina 6(6)–7, 7–6(4), 6-4                          | Maya Gaverova                            | Natalia Orlova Ekaterina Pushkareva           | Sviatlana Pirazhenka Albina Khabibulina Alexandra Artamonova Alexandra Romanova |
| 28 marzo  | Astana Womens 2011 Astana, Kazakistan Cemento $10 000 Singolare – Doppio                                             | Anastasiýa Prenko Ekaterina Jašina 6-4, 7-5                   | Nadezda Gorbachkova Ekaterina Pushkareva | Natalia Orlova Ekaterina Pushkareva           | Sviatlana Pirazhenka Albina Khabibulina Alexandra Artamonova Alexandra Romanova |
| 28 marzo  | ITF Women's Circuit Wenshan 2011 Wenshan, Cina Cemento $50 000 Singolare – Doppio                                    | Iryna Brémond 7-5, 3-6, 7-5                                   | Ani Mijacika                             | Mandy Minella Zarina Dijas                    | Liang Chen Jing-Jing Lu Kumiko Iijima Laura Robson                              |
| 28 marzo  | ITF Women's Circuit Wenshan 2011 Wenshan, Cina Cemento $50 000 Singolare – Doppio                                    | Shūko Aoyama Rika Fujiwara 6-4, 6-0                           | Liang Chen Tian Ran                      | Mandy Minella Zarina Dijas                    | Liang Chen Jing-Jing Lu Kumiko Iijima Laura Robson                              |
| 28 marzo  | ITF Women's Circuit Ribeirao Preto 2011 Ribeirão Preto, Brasile Terra rossa $10 000 Singolare – Doppio               | Irina Chromačëva 6-1, 6-3                                     | Viktoria Malová                          | Monique Albuquerque Aleksandrina Najdenova    | Karina Souza Eduarda Piai Nathaly Kurata Carla Forte                            |
| 28 marzo  | ITF Women's Circuit Ribeirao Preto 2011 Ribeirão Preto, Brasile Terra rossa $10 000 Singolare – Doppio               | Gabriela Cé Irina Chromačëva 6-2, 6-4                         | Monique Albuquerque Isabela Miro         | Monique Albuquerque Aleksandrina Najdenova    | Karina Souza Eduarda Piai Nathaly Kurata Carla Forte                            |
| 28 marzo  | Haciendo tenis 2011 Buenos Aires, Argentina Terra rossa $25 000 Singolare – Doppio                                   | Patricia Mayr-Achleitner 0-6, 6-2, 6-2                        | Florencia Molinero                       | Vivian Segnini Verónica Cepede Royg           | María Fernanda Álvarez Terán María Irigoyen Mailen Auroux Paula Ormaechea       |
| 28 marzo  | Haciendo tenis 2011 Buenos Aires, Argentina Terra rossa $25 000 Singolare – Doppio                                   | María Fernanda Álvarez Terán Paula Ormaechea 4-6, 7-5, [10-4] | María Irigoyen Florencia Molinero        | Vivian Segnini Verónica Cepede Royg           | María Fernanda Álvarez Terán María Irigoyen Mailen Auroux Paula Ormaechea       |